# Philippe Poitevin
Pour les articles homonymes, voir Poitevin.
Philippe Poitevin, né le 21 janvier 1831 à Saint-Maximin-la-Sainte-Baume, mort le 15 septembre 1907 à Marseille, est un sculpteur français.

## Biographie
Philippe Poitevin est l'élève de Joseph Marius Ramus et d'Armand Toussaint. Il débute au Salon de 1855 et produit surtout des bustes. Après un séjour d'une dizaine d'années à Paris, il se fixe à Marseille où il se marie le 27 septembre 1883 avec Rose Pénélope Guéder.
Il travaille pour le palais Longchamp de Marseille où, dans l'escalier d'honneur du musée des beaux-arts, il réalise deux groupes de deux enfants portant des cartouches où sont gravés les noms d’artistes « Finsonius » et « Dandré-Bardon », ainsi que quatre médaillons en bronze, de part et d’autre des portes d'entrée des musées, représentant Georges Cuvier et Aristote pour la porte du muséum d'histoire naturelle, Nicolas Poussin et Pierre Puget pour celle du musée des beaux-arts. Pour le nymphée du palais Longchamp, il réalise le buste de Maximin Dominique Consolat qui fait face à celui de l'ingénieur Franz Mayor de Montricher, sculpté par André-Joseph Allar. Philippe Poitevin orne également la façade du palais des Arts de Marseille du buste de Sésostris pour figurer l'art de l'Égypte antique, et de celui de Léon X pour représenter la Renaissance italienne.

## Collections publiques
- Marseille, musée des beaux-arts :
  - Le Joueur de billes, 1859, statuette en bronze[5].
  - Le Joueur de toupie, 1860, statuette en bronze[6].
  - Daphnis et Chloé, 1875, groupe en marbre[7].
  - Portrait de la femme de l'artiste, 1893, buste en marbre[8].
  - Jeune fille à l'aiguille, marbre[9].

## Galerie

Œuvres de Philippe Poitevin
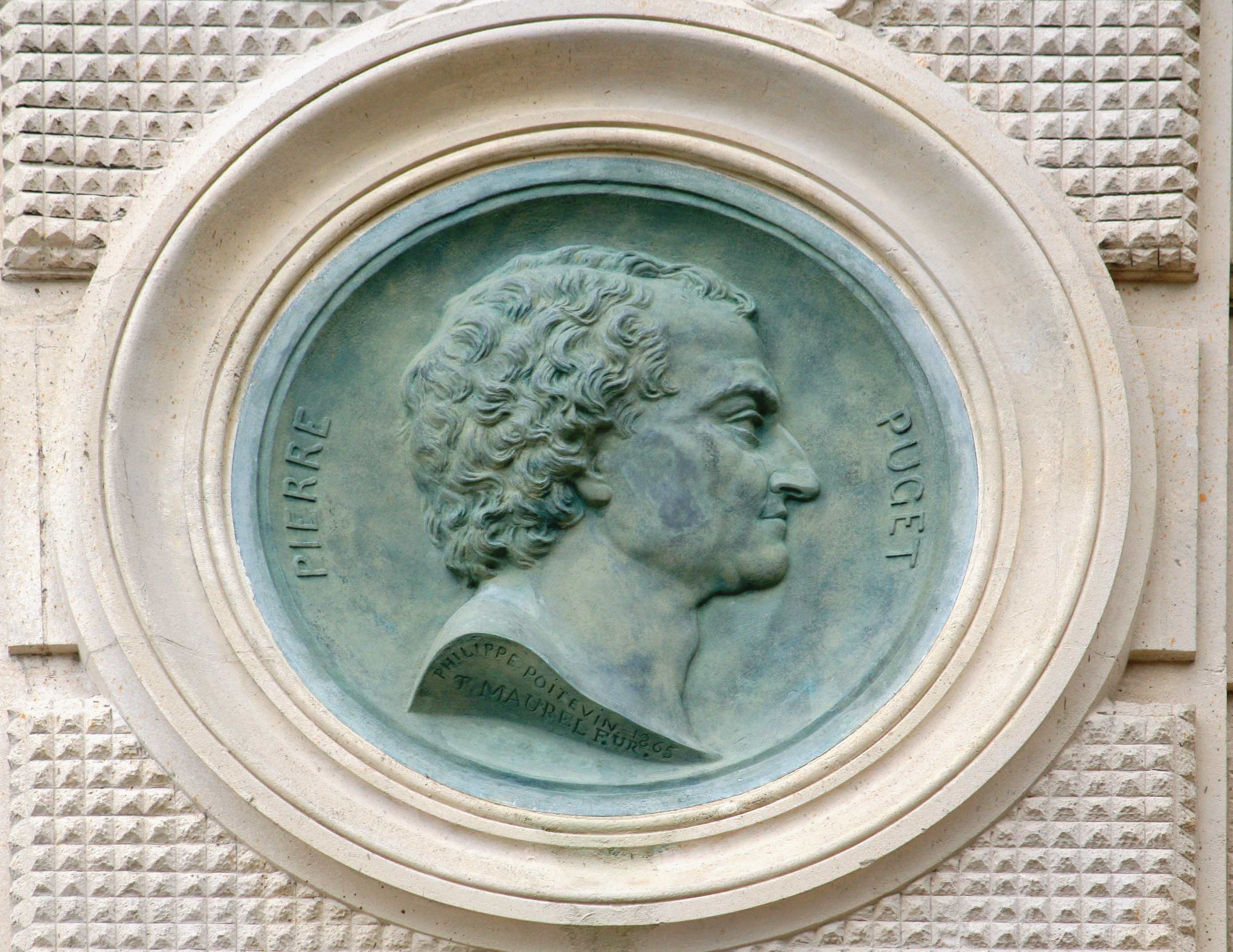
Pierre Puget, Marseille, palais Longchamp.
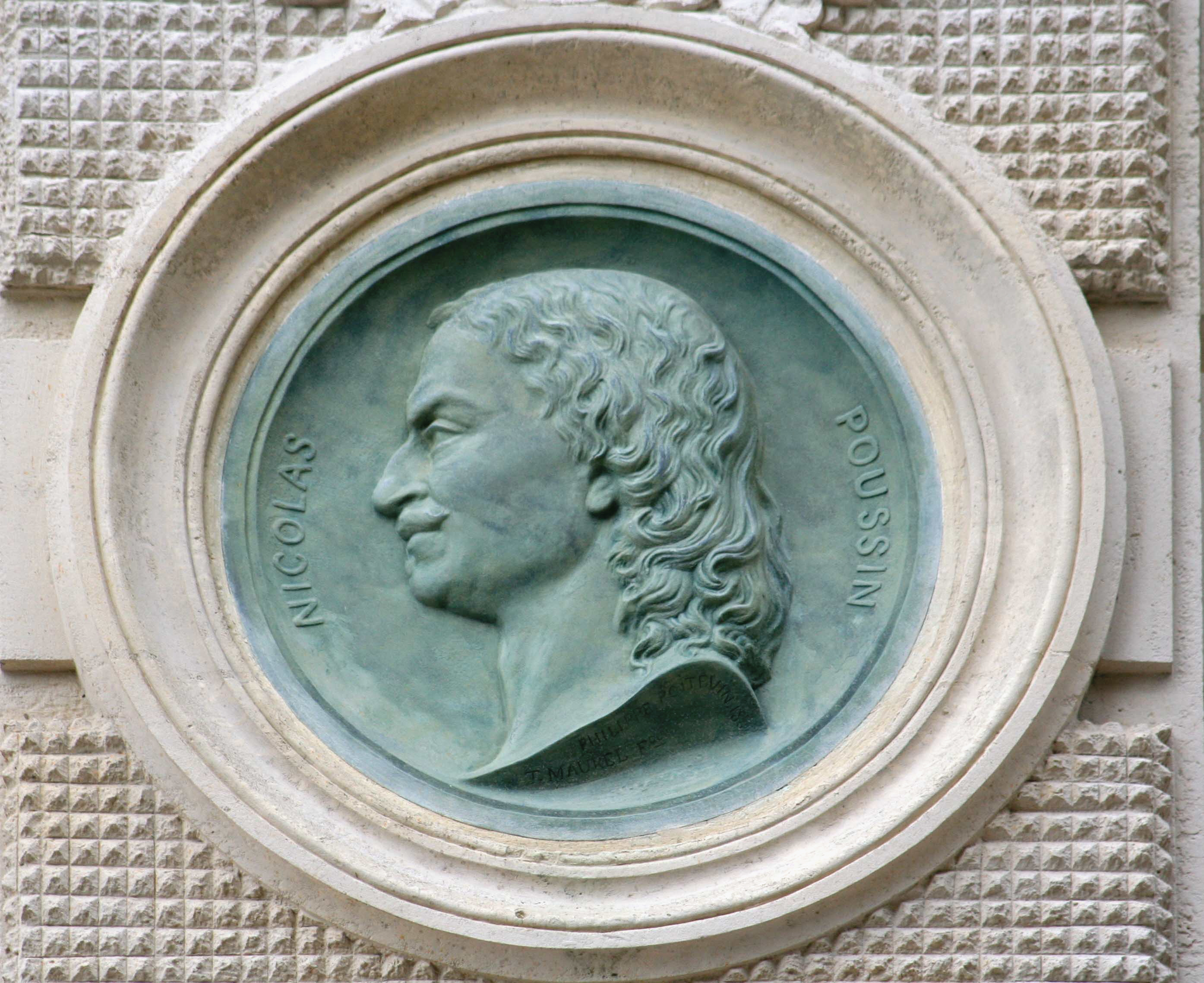
Nicolas Poussin, Marseille, palais Longchamp.
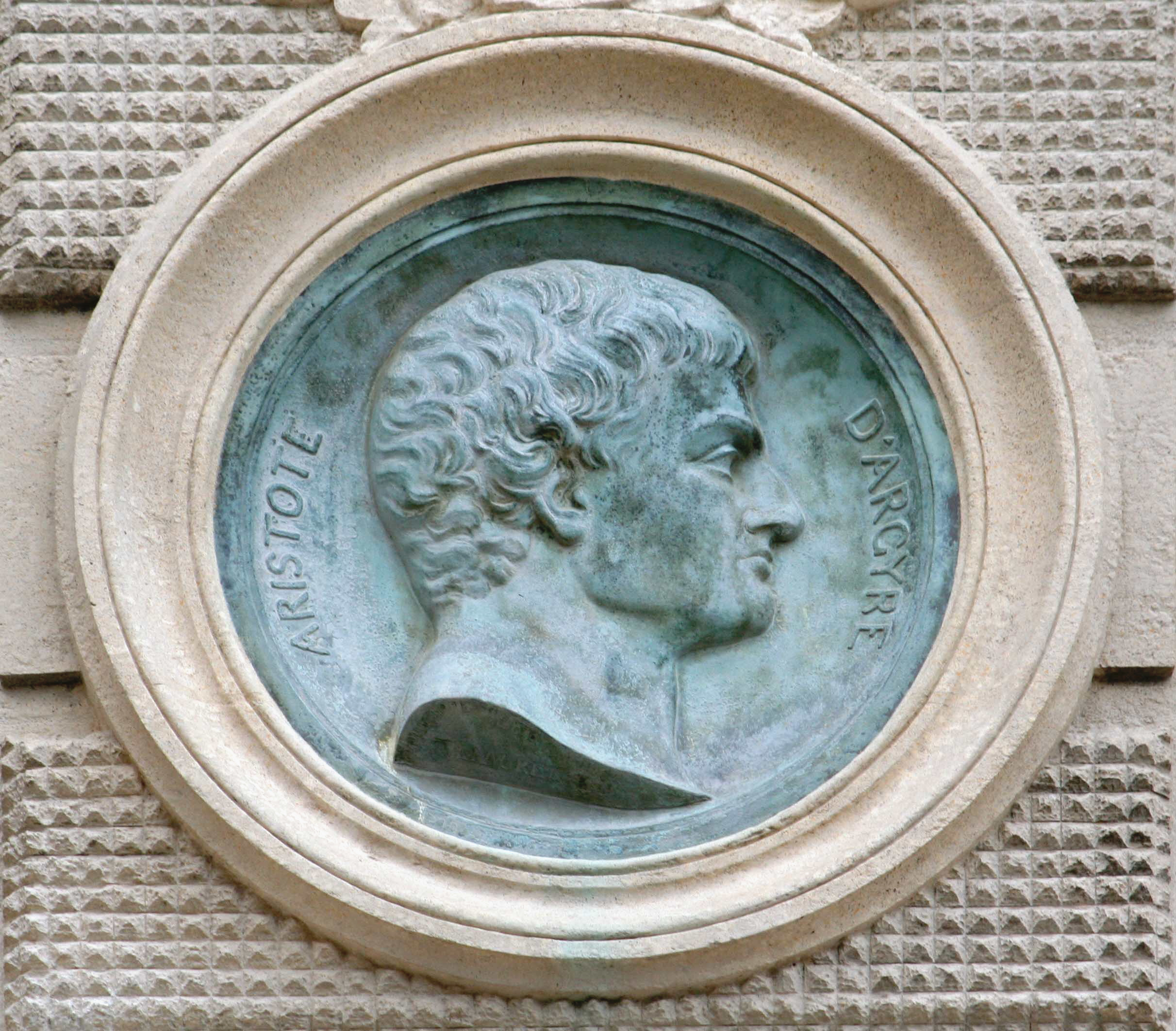
Aristote, Marseille, palais Longchamp.
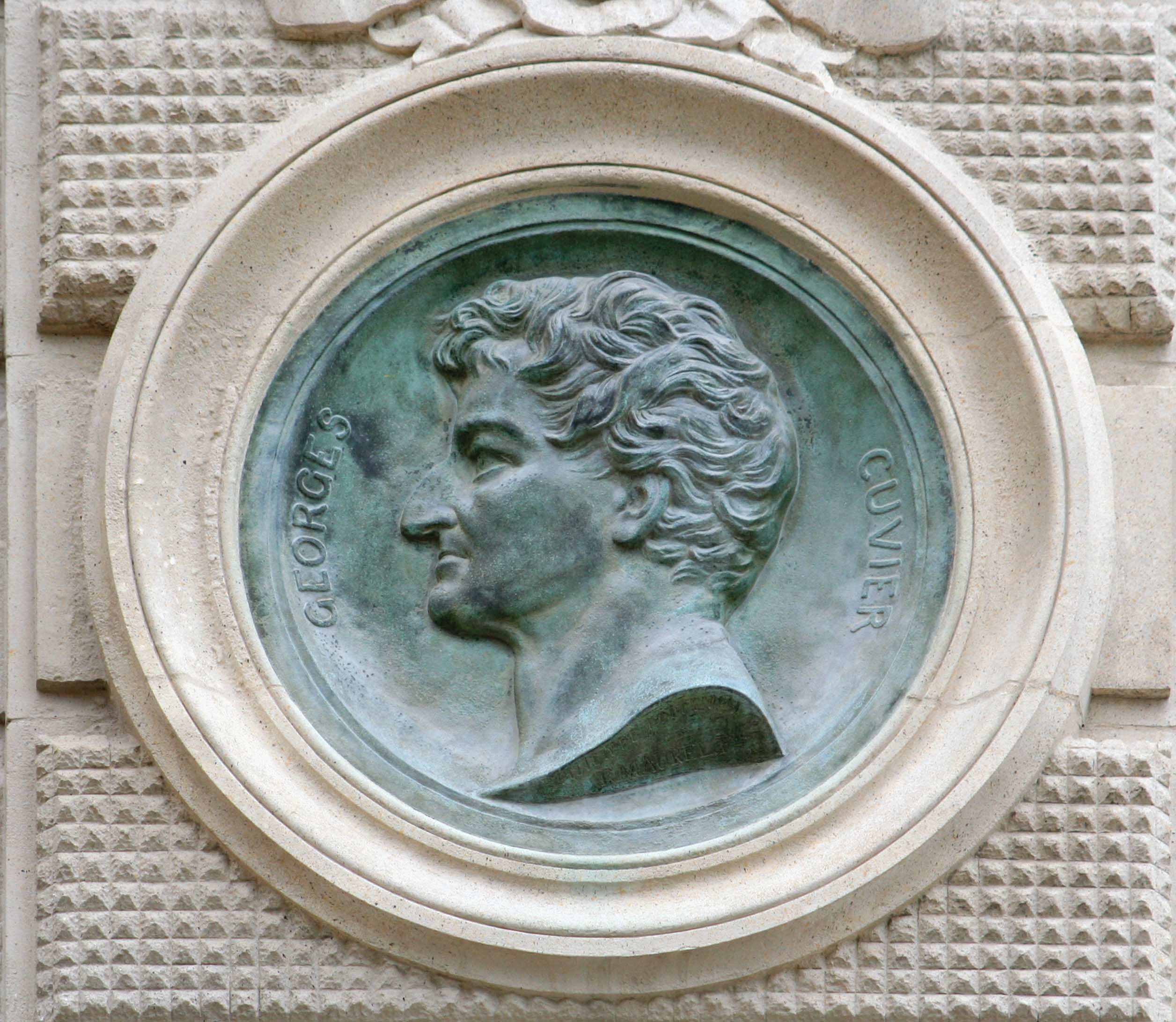
Georges Cuvier, Marseille, palais Longchamp.
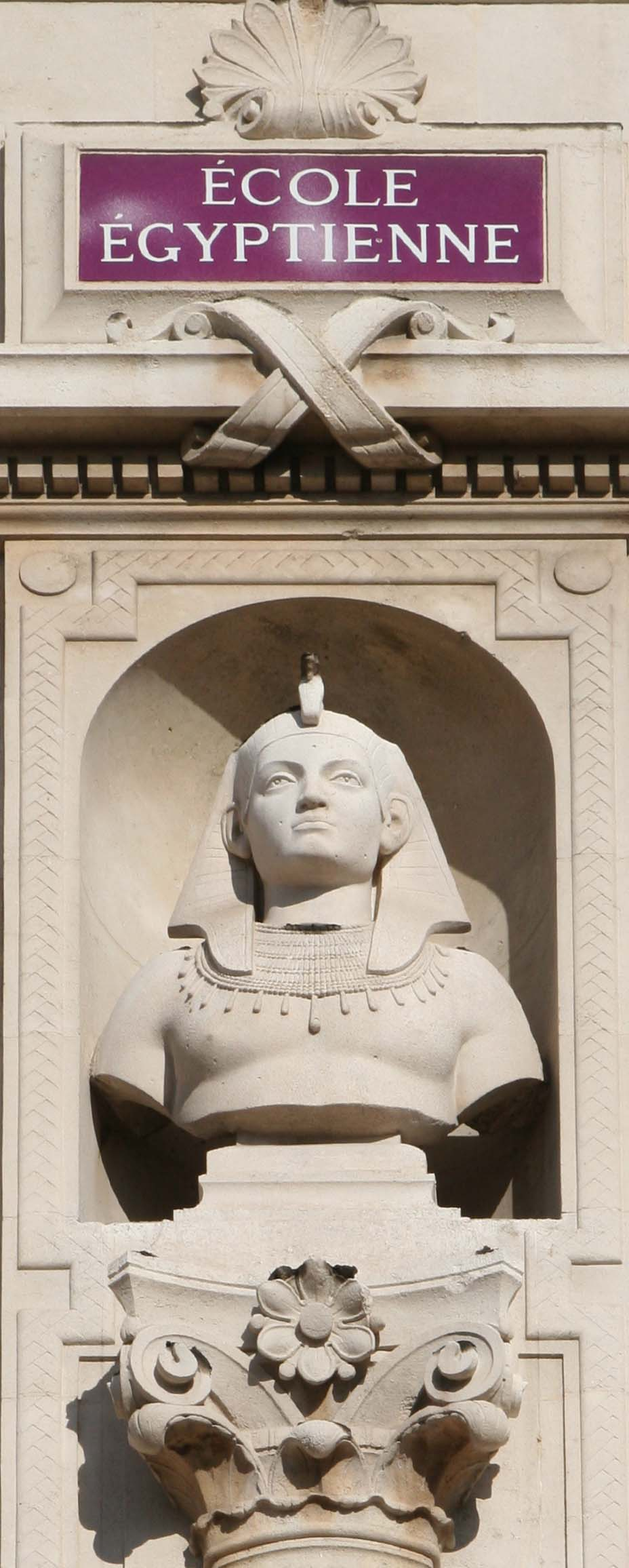
Sésostris, Marseille, Palais des Arts.
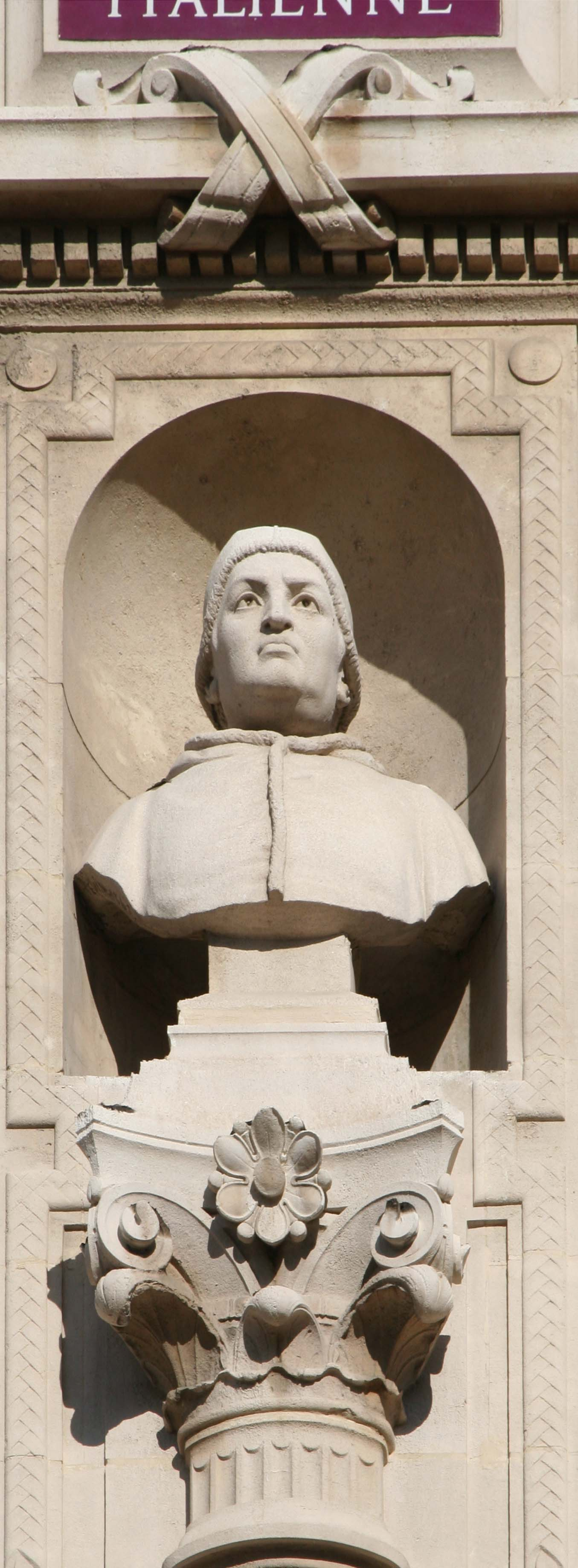
Léon X, Marseille, Palais des Arts.